# Casey Malone
Casey Malone (ur. 6 kwietnia 1977 w Wheat Ridge) – amerykański lekkoatleta, dyskobol, dwukrotny olimpijczyk (2004, 2008).

## Osiągnięcia
- złoty medal mistrzostw świata juniorów (Sydney 1996)
- mistrz NACAC U-25 (Monterrey 2000)
- 6. miejsce podczas igrzysk olimpijskich (Ateny 2004)
- 5. lokata na mistrzostwach świata (Berlin 2009)
- wielokrotny mistrz USA

## Rekordy życiowe
- rzut dyskiem – 68,49 m (2009)